# ليو ميرفي
ليو ميرفي (بالإنجليزية: Lew Murphy)‏ هو سياسي أمريكي، ولد في 2 نوفمبر 1933 في نيويورك في الولايات المتحدة، وتوفي في 1 ديسمبر 2005 في توسان في الولايات المتحدة. حزبياً، نشط في الحزب الجمهوري.